# Alfred Schreuder
Alfred Schreuder (pronunciación en neerlandés: /ˈɑlfrət ˈsxrøːdər/; Barneveld, Güeldres, Países Bajos, 2 de noviembre de 1972) es un exfutbolista y entrenador neerlandés. Actualmente está sin club. Es hermano del también entrenador Dick Schreuder.

## Trayectoria

### Como jugador
Schreuder jugó como centrocampista y vistió las camisetas del RKC Waalwijk, NAC Breda, Feyenoord, F. C. Twente y S. B. V. Vitesse, siendo este su último hasta su retiro en enero de 2009.

### Como entrenador
Comenzó su carrera como entrenador inmediatamente después de su retiro, en el propio S. B. V. Vitesse. 
En verano de 2009 fichó como segundo entrenador de Steve McClaren en el F. C. Twente. Luego de la salida de McClaren en febrero de 2013, Schreuder asumió el cargo entrenador interino, pero al no tener la licencia UEFA de entrenador Michel Jansen ocupó oficialmente el cargo a partir de marzo de 2013. En mayo de 2014 obtuvo la licencia UEFA y se convirtió de manera oficial en entrenador del Twente siendo Jansen su asistente. En agosto de 2015 fue cesado tras haber conseguido solo un punto en las cuatro primeras jornadas de liga.
El 26 de octubre de 2015 se mudó a Alemania para ser el entrenador asistente de Huub Stevens en el TSG 1899 Hoffenheim. Continuó luego con este cargo, cuando el club estuvo bajo la dirección de Julian Nagelsmann.
El 5 de enero de 2018 el Ajax de Ámsterdam llegó a un acuerdo con el neerlandés, y lo contrató como segundo entrenador bajo la dirección de Erik ten Hag.
En marzo de 2019 fue nombrado director técnico del TSG 1899 Hoffenheim. Se desvinculó del club alemán en junio de 2020, a falta de cuatro jornadas para el final de la Bundesliga, por discrepancias con los dirigentes sobre el futuro del equipo, que ocupaba la 7.ª posición del campeonato doméstico.
El 19 de agosto de 2020 se convirtió en el ayudante de Ronald Koeman en el F. C. Barcelona.
El 3 de enero de 2022 sustituyó a Philippe Clement en el banquillo del Club Brujas. Antes de acabar la temporada se confirmó su regreso al Ajax de Ámsterdam para ser el primer entrenador a partir de la campaña 2022-23. Sin embargo, el 26 de enero de 2023, fue despedido a causa de una mala racha de resultados.
El 24 de mayo de 2023, fue anunciado como entrenador del Al-Ain de los Emiratos Árabes Unidos.En noviembre del mismo año, fue despedido por la "falta de cohesión entre el técnico y su plantilla".
En noviembre de 2023, fue confirmado como entrenador del Al-Nasr. En abril de 2025, anunció su salida del cargo tras la finalización de la temporada.

## Estadísticas

### Como jugador
| Club             | País         | Año       | Part. | Goles |
| ---------------- | ------------ | --------- | ----- | ----- |
| Feyenoord        | Países Bajos | 1991-1993 | 1     | 0     |
| RKC Waalwijk     | Países Bajos | 1993-1997 | 119   | 7     |
| NAC Breda        | Países Bajos | 1997-2003 | 184   | 8     |
| Feyenoord        | Países Bajos | 2003-2004 | 25    | 0     |
| RKC Waalwijk     | Países Bajos | 2004-2005 | 20    | 0     |
| Feyenoord        | Países Bajos | 2005-2007 | 11    | 0     |
| F. C. Twente     | Países Bajos | 2007-2008 | 3     | 0     |
| SDV Barneveld    | Países Bajos | 2008      | ?     | ?     |
| S. B. V. Vitesse | Países Bajos | 2008-2009 | 6     | 0     |

### Como entrenador
| Equipo                         | Div.                | Temporada           | Liga  | Liga | Liga | Liga | Liga |       | Copa | Copa | Copa | Copa  |    | Internacional | Internacional | Internacional | Internacional | Internacional |   | Otros | Otros | Otros | Otros |    | Totales     | Totales | Totales | Totales | Totales | Totales | Totales | Totales |
| Equipo                         | Div.                | Temporada           | Part. | G    | E    | P    | Pos. | Part. | G    | E    | P    | Part. | G  | E             | P             | Pos.          | Part.         | G             | E | P     | Part. | G     | E     | P  | Rendimiento | GF      | GC      | Dif.    |         |         |         |         |
| ------------------------------ | ------------------- | ------------------- | ----- | ---- | ---- | ---- | ---- | ----- | ---- | ---- | ---- | ----- | -- | ------------- | ------------- | ------------- | ------------- | ------------- | - | ----- | ----- | ----- | ----- | -- | ----------- | ------- | ------- | ------- | ------- | ------- | ------- | ------- |
| Twente · Países Bajos          | 1.ª                 | 2013-14             | 4     | 1    | 1    | 2    | Int. | -     | -    | -    | -    | -     | -  | -             | -             | -             | -             | -             | - | -     | 4     | 1     | 1     | 2  | 33.33%      | 4       | 4       | +0      |         |         |         |         |
| Twente · Países Bajos          | 1.ª                 | 2014-15             | 34    | 13   | 10   | 11   | 10.º | 5     | 3    | 2    | 0    | 2     | 0  | 2             | 0             | 4ªR           | -             | -             | - | -     | 41    | 16    | 14    | 11 | 50.4%       | 68      | 56      | +12     |         |         |         |         |
| Twente · Países Bajos          | 1.ª                 | 2015-16             | 4     | 0    | 1    | 3    | Inc. | -     | -    | -    | -    | -     | -  | -             | -             | -             | -             | -             | - | -     | 4     | 0     | 1     | 3  | 8.33%       | 3       | 9       | -6      |         |         |         |         |
| Twente · Países Bajos          | Total               | Total               | 42    | 14   | 12   | 16   | -    | 5     | 3    | 2    | 0    | 2     | 0  | 2             | 0             | -             | -             | -             | - | -     | 49    | 17    | 16    | 16 | 45.57%      | 75      | 69      | +6      |         |         |         |         |
| TSG 1899 Hoffenheim · Alemania | 1.ª                 | 2019-20             | 30    | 12   | 7    | 11   | Inc. | 3     | 1    | 1    | 1    | -     | -  | -             | -             | -             | -             | -             | - | -     | 33    | 13    | 8     | 12 | 47.47%      | 50      | 57      | -7      |         |         |         |         |
| TSG 1899 Hoffenheim · Alemania | Total               | Total               | 30    | 12   | 7    | 11   | -    | 3     | 1    | 1    | 1    | -     | -  | -             | -             | -             | -             | -             | - | -     | 33    | 13    | 8     | 12 | 47.47%      | 50      | 57      | -7      |         |         |         |         |
| Club Brujas · Bélgica          | 1.ª                 | 2021-22             | 19    | 14   | 4    | 1    | 1.º  | 2     | 1    | 0    | 1    | -     | -  | -             | -             | -             | -             | -             | - | -     | 21    | 15    | 4     | 2  | 77.78%      | 40      | 14      | +26     |         |         |         |         |
| Club Brujas · Bélgica          | Total               | Total               | 19    | 14   | 4    | 1    | -    | 2     | 1    | 0    | 1    | -     | -  | -             | -             | -             | -             | -             | - | -     | 21    | 15    | 4     | 2  | 77.78%      | 40      | 14      | +26     |         |         |         |         |
| Ajax · Países Bajos            | 1.ª                 | 2022-23             | 18    | 9    | 7    | 2    | Inc. | 1     | 1    | 0    | 0    | 6     | 2  | 0             | 4             | Inc.          | 1             | 0             | 0 | 1     | 26    | 12    | 7     | 7  | 55.12%      | 63      | 41      | +22     |         |         |         |         |
| Ajax · Países Bajos            | Total               | Total               | 18    | 9    | 7    | 2    | -    | 1     | 1    | 0    | 0    | 6     | 2  | 0             | 4             | -             | 1             | 0             | 0 | 1     | 26    | 12    | 7     | 7  | 55.12%      | 63      | 41      | +22     |         |         |         |         |
| Al-Ain · EAU                   | 1.ª                 | 2023-24             | 7     | 5    | 0    | 2    | Inc. | 3     | 3    | 0    | 0    | 4     | 4  | 0             | 0             | Inc.          | -             | -             | - | -     | 14    | 12    | 0     | 2  | 85.71%      | 41      | 15      | +26     |         |         |         |         |
| Al-Ain · EAU                   | Total               | Total               | 7     | 5    | 0    | 2    | -    | 3     | 3    | 0    | 0    | 4     | 4  | 0             | 0             | -             | -             | -             | - | -     | 14    | 12    | 0     | 2  | 85.71%      | 41      | 15      | +26     |         |         |         |         |
| Al-Nasr SC · EAU               | 1.ª                 | 2023-24             | 18    | 9    | 4    | 5    | 6.º  | 5     | 4    | 0    | 1    | -     | -  | -             | -             | -             | -             | -             | - | -     | 23    | 13    | 4     | 6  | 62.32%      | 38      | 32      | +6      |         |         |         |         |
| Al-Nasr SC · EAU               | 1.ª                 | 2024-25             | 26    | 11   | 5    | 10   | 6.º  | 5     | 1    | 2    | 2    | 8     | 5  | 2             | 1             | 1/2           | 1             | 1             | 0 | 0     | 40    | 18    | 9     | 13 | 52.5%       | 73      | 65      | +8      |         |         |         |         |
| Al-Nasr SC · EAU               | Total               | Total               | 44    | 20   | 9    | 15   | -    | 10    | 5    | 2    | 3    | 8     | 5  | 2             | 1             | -             | 1             | 1             | 0 | 0     | 63    | 31    | 13    | 19 | 56.09%      | 111     | 97      | +14     |         |         |         |         |
| Total en su carrera            | Total en su carrera | Total en su carrera | 160   | 74   | 39   | 47   | -    | 24    | 14   | 5    | 5    | 20    | 11 | 4             | 5             | -             | 2             | 1             | 0 | 1     | 206   | 100   | 48    | 58 | 56.31%      | 380     | 293     | +87     |         |         |         |         |
| 1. 2. 3.                       |                     |                     |       |      |      |      |      |       |      |      |      |       |    |               |               |               |               |               |   |       |       |       |       |    |             |         |         |         |         |         |         |         |

#### Resumen por competiciones
| Competición                        | Partidos | Ganados | Empatados | Perdidos | %      |
| ---------------------------------- | -------- | ------- | --------- | -------- | ------ |
| Eredivisie                         | 60       | 23      | 19        | 18       | 48.89% |
| Copa de los Países Bajos           | 6        | 4       | 2         | 0        | 77.78% |
| Supercopa de los Países Bajos      | 1        | 0       | 0         | 1        | 0%     |
| Bundesliga                         | 30       | 12      | 7         | 11       | 47.78% |
| Copa de Alemania                   | 3        | 1       | 1         | 1        | 44.44% |
| Primera División de Bélgica        | 19       | 14      | 4         | 1        | 80.7%  |
| Copa de Bélgica                    | 2        | 1       | 0         | 1        | 50%    |
| UAE Pro League                     | 51       | 25      | 9         | 17       | 54.9%  |
| Copa Presidente de EAU             | 5        | 3       | 0         | 2        | 60%    |
| Copa de Liga de los EAU            | 8        | 5       | 2         | 1        | 70.83% |
| UAE-Qatar Super Shield             | 1        | 1       | 0         | 0        | 100%   |
| Liga de Campeones de la UEFA       | 6        | 2       | 0         | 4        | 33.33% |
| Liga Europea de la UEFA            | 2        | 0       | 2         | 0        | 33.33% |
| Liga de Campeones de la AFC        | 4        | 4       | 0         | 0        | 100%   |
| Copa de Clubes Campeones del Golfo | 8        | 5       | 2         | 1        | 70.83% |
| TOTAL                              | 206      | 100     | 48        | 58       | 56.31% |

## Palmarés

### Como entrenador

#### Títulos nacionales
| Título                      | Club        | País    | Año     |
| --------------------------- | ----------- | ------- | ------- |
| Primera División de Bélgica | Club Brujas | Bélgica | 2021-22 |